# Dragnet (série télévisée, 2003)
Pour les articles homonymes, voir Dragnet et Dragnet (film, 1987).
Dragnet (L.A. Dragnet) est une série télévisée américaine en 22 épisodes de 42 minutes, créée par Dick Wolf dont 17 épisodes ont été diffusés entre le 2 février et le 1er novembre 2003 sur le réseau ABC. Les cinq épisodes restants ont été diffusés à partir du 21 avril 2004 sur USA Network.
En France, la série a été diffusée à partir du 4 décembre 2004 sur TF1, puis rediffusée sur TF6, TMC et TV Breizh et à partir 15 mars 2017 sur NT1, en Suisse sur TSR1, en Belgique sur RTL TVI, et au Québec à partir d'octobre 2004 sur Mystère.

## Synopsis
Joe Friday et son équipe de jeunes détectives s'appliquent à résoudre les crimes les plus divers à Los Angeles.

## Distribution
- Ed O'Neill (VF : Michel Dodane) : Sergent puis Lieutenant Joe Friday
- Ethan Embry (VF : Fabien Briche) : Détective Franck Smith (1re saison)
- Desmond Harrington (VF : Jean-Philippe Puymartin) : Détective Jimmy McCarron (2e saison)
- Eva Longoria (VF : Claire Guyot) : Détective Gloria Duran (2e saison)
- Christina Chang (VF : Dominique Vallée) : Sandy Chang (2e saison)
- Roselyn Sánchez (VF : Laëtitia Lefebvre) : Détective Elana Macias (2e saison)
- Evan Parke : Détective Raymond Cooper (2e saison)
- Robin Bartlett : Donna Bostick
- Erick Avari : Sanjay Ramachandran (9 épisodes)

Version française
- Société de doublage : Libra Films
- Direction artistique : François Jaubert
- Adaptation des dialogues : Bruno Itze

 Source et légende : version française (VF) sur RS Doublage et Doublage Séries Database

## Production
En mars 2003, la production engage Lauren Vélez afin de remplacer Ethan Embry, blessé à la cheville, pour le tournage des deux derniers épisodes de la première saison (ABC a diffusé les épisodes dans le désordre).
Le 12 mai 2003, la série est renouvelée pour une deuxième saison, change de titre pour L.A. Dragnet et est placée dans la case difficile du samedi à 22 h à l'automne. Josh et Jonas Pate sont engagés pour revamper la série. La distribution régulière, à l'exception du rôle principal, est remplacée par Desmond Harrington Roselyn Sánchez et Christina Chang, Evan Dexter Parke et Eva Longoria.
Le 6 novembre, ABC retire la série de la programmation, et la production se termine au dixième épisode, alors en tournage. Les épisodes restants sont diffusés sur USA Network.

## Épisodes

### Première saison (2003)
1. Retour aux archives (The Silver Slayer)
2. Fiction ou réalité ? (The Big Ruckus)
3. Financement occulte (All That Glitters)
4. Double vie (Well Endowed)
5. Escalade meurtrière (The Cutting of the Swath)
6. La Gloire à tout prix (The Brass Ring)
7. À qui profite le crime ? (The Artful Dodger)
8. La mort ne tient qu’à un fil (Sticks and Stones)
9. Sans l’ombre d’une trace (Redemption)
10. L’Enfant caché (Let's Make a Deal)
11. Six ans de silence (For Whom the Whistle Blows)
12. Justice parallèle (The Little Guy)

### Deuxième saison (2003-2004)
Elle a été diffusée à partir du 4 octobre 2003.
1. Des filles dans le coup (Daddy's Girl)
2. Justice ! (Coyote)
3. 17 morts en 6 jours (17 in 6)
4. Jeu macabre (The Magic Bullet)
5. Une mère assassinée (Slice of Life)
6. Le Vice dans la peau (Abduction)
7. Meurtres par procuration (Frame of Mind)
8. Crimes et châtiments (Retribution)
9. Le Poison dans les veines (Riddance)
10. Portées disparues (Killing Fields)